# Nik Tyndall
Nik Tyndall, eigentlich Jürgen „Nik“ Krehan, Pseudonym Reiki (* 1963 in der Nähe von Stuttgart) ist ein deutscher Musiker im Genre der Instrumental- und Elektronische Musik.

## Leben
Krehan lernte 1979 den Elektroniker Rudolf Langer kennen. Beide siedelten 1980 nach West-Berlin über und  arbeiteten bis 1983 zusammen. Erste Aufnahmen wurden ab 1980 bei dem Hamburger Elektroniklabel Sky (Eno, Cluster, Roedelius, Serge Blenner, Adelbert von Deyen, Dieter Schütz etc.) veröffentlicht. Ab 1983 übernahm Krehan den Gruppennamen Tyndall als persönlichen Künstlernamen und fügte davor seinen Spitznamen ein. Als Nik Tyndall veröffentlichte er fortan weitere Platten, schrieb Auftragsmusik (u. a. für die Frankfurter Synthesizertage White Waves oder die Drogeriekette Rossmann unter dem Pseudonym Reiki) und war auf Livekonzerten, u. a. bei den Elektroniktagen 1985 in Berlin, der Messe „Synthimedia 1987“, 1986 und 1987 bei Deutschlands größtem Synthesizerfestival White Waves oder der Ars Electronica zu hören.
Neben seinen Soloalben widmet sich Tyndall weiteren musikalischen Projekten wie Akiro Tenere, Chill Out Ocean Cut, Sleeping Bodies, Electronic Club Lounge, Grado Lagoon Project, Maschinen Saal, Digital Nomads oder Anuvida. Inzwischen hat der Wahl-Berliner fast dreißig Alben herausgebracht. Tyndalls Veröffentlichungen sind beim Label „CUE Records“ zu beziehen; seine Musik kann aber auch im Internet als Download bestellt werden. Im Frühjahr 2018 erschienen die ersten beiden Lps erstmals als CD bei Bureau B.

## Diskografie
- Sonnenlicht (mit Rudolf Langer) (1980)
- Traumland (mit Rudolf Langer) (1981)
- Reflexionen (mit Rudolf Langer) (1982)
- Durch die Zeiten (mit Rudolf Langer) (1983)
- Horizonte (1986)
- Einklang (1986)
- Zeitenwende (Doppelalbum, 1987)
- "Sounds of Silence" (1988)
- Landscape Pictures (1998)
- Plejaden-Suite (1989)
- Lagoon (1990)
- Silver Moon (1990)
- The Four Seasons (1991)
- Farwind Islands (1992)
- Trance Dance (1993)
- Romances (1993)
- Im Süden (1994)
- Am Sternentor (1994)
- Am Sternentor LIVE (1995)
- Voices Of Asia (1995)
- Sumatra (1995)
- Trance in space (1996)
- Healing Hands unter dem Pseudonym REIKI (1996)
- Terra Nean (2001)
- Metallurion (5-CD-Serie 2002)
- Desert Walks (2003)
- Sahara Night Winds (2004)